# عودة اتحاد (فيزياء)
عودة الاتحاد أو إعادة الاتحاد أو عودة الالتئام في الفيزياء والفلك هو ارتباط أيون موجب الشحنة بإلكترون (سالب الشحنة) فتتشكل الذرة أو الجزيء وتعود الذرة إلى حالتها المتعادلة كهربائيا. وتمثل عملية إعادة الاتحاد معكوس عملية التأين التي تفقد خلالها الذرة أحد إلكتروناتها أو أكثر وتصبح أيونا مشحوناً.

## مقدمــــة
من أجل حدوث التأين في مادة، أي فصل الشحنة السالبة (إلكترون) عن الشحنة الموجبة في الذرة (النواة الذرية) لا بد من إمداد الذرة بطاقة من الخارج. ويمكن إحداث ذلك عن طريق رفع درجة الحرارة أو عند امتصاص الذرة لفوتون، أو قد يحدث التأين أيضا خلال اصطدام الذرات ببعضها البعض وتنفصل بعض الإلكترونات. وعند حدوث إعادة الاتحاد فإن تلك الطاقة تنطلق من الذرة في هيئة شعاع ضوئي (فوتون) أو بانتقال الطاقة من تلك الذرة إلى ذرة أو جزيء آخر أو في هيئة اهتزازات كمومية (فونون أي اهتزاز صوتي) في البنية البلورية للمادة.
يحدث تأين الذرات في التفاعلات الكيميائية، كما يحدث في الكيمياء الكهربائية في البطاريات وفي المركمات.
من الوجهة الفلكية فتشير القياسات إلى حدوث إعادة الاتحاد خلال عصر مبدئي في عمر الكون عندما كان عمر الكون بين 300.000 إلى 400.000 سنة بعد الانفجار العظيم. خلال هذه الحقبة كانت درجة الحرارة قد انخفضت عدة آلاف من الدرجات بحيث استطاعت الإلكترونات الترابط مع البروتونات، وتسمى تلك الحقبة «حقبة إعادة الاتحاد». بهذا تكوّن الهيدروجين، وهو متعادل كهربائيا حيث أن شحنتي الإلكترون والبروتون متساويتان ومعكوستي الإشارة. وبتكون الهيدروجين قلـّت الإلكترونات الحرة والبروتونات الحرة التي كانت تمتص الإشعة الكهرومغناطيسية - وأصبح الكون شفافا.
الأشعة التي تكونت في ذلك الزمان لازلنا نستطيع تسجيلها في يومنا هذا، إلا أنها بتزايد اتساع الكون وتزايد انخفاض درجة حرارة الكون فقد فقدت الكثير من طاقتها وأصبحت طاقة تلك الفوتونات منخفضة التردد في حيز موجات الميكروويف ولها درجة حرارة 7و2 كلفن. تلك الأشعة الباقية تعرف فيزيائيا وفي علم الفلك بإشعاع الخلفية الميكرويفي الكوني.

## إعادة الاتحاد /البلازما
نعهد إعادة الاتحاد دائما في الغازات المتأينة. وعند حدوث إعادة الاتحاد تنتج إضاءة وهي التي يعرفها الإنسان منذ قديم الأزل عندما تحترق شهب في جو الأرض بسرعات عالية، وبسببها يحدث تأين لجزيئات الهواء. وعند حدوث إعادة الاتحاد للأيونات والإلكترونات عبر مسار الشهاب فإننا نرى ما ينتج عن ذلك من ضوء.
حالة الأيونات والإلكترونات المنفصلة عن بعضها البعض تسمى بلازما.

### إعادة الاتحاد خلال تصادمات ثلاثية
يحدث احيانا في الغازات إعادة الاتحاد خلال تصادمات ثلاثية، وفيها يصطدم أيون موجب الشحنة بإلكترونين في نفس الوقت. فيتحد الأيون مع الإلكترون الأول مكونا ذرة متعادلة. وطاقة الارتباط المتحررة خلال ذلك يتلقاها الإلكترون الثاني وترتفع طاقته. وربما تلتقط ذرة أخرى طاقة الارتباط وتعلو طاقتها.

## إعادة الاتحاد فيايونوسفير
تحدث في الايونوسفير ثلاثة أنواع من إعادة الاتحاد، ينتج عنها اتحاد إلكترونات سالبة الشحنة {\displaystyle e^{(-)}\,} مع أيونات موجبة الشحنة {\displaystyle X^{(+)}\,} وينتجان ذرات متعادلة كهربائيا.
- يتحد إلكترون مع أيون ذري وينتجان ذرة متعادلة وفوتون:[6]

{\displaystyle e^{(-)}+X^{(+)}\longrightarrow X+h\nu }
- إعادة اتحاد انقسامية: وفيها يتحد إلكترون مع أيون جزيئي وينتجان ذرتين متعادلتين:

{\displaystyle e^{(-)}+XY^{(+)}\longrightarrow X+Y}
- تآثر بين أيون وذرة + إعادة اتحاد انقسامية: وفيها يحدث تفاعل أولا بين أيون وذرة، وينتجان أيون جزيئي:

{\displaystyle X^{(+)}+Y_{2}\longrightarrow XY^{(+)}+Y}
{\displaystyle e^{(-)}+XY^{(+)}\longrightarrow X+Y}
في هذا التفاعل تفاعل أيون ذري مع جزيء مكون من ذرتين، ونتج عن التفاعل أيون موجب الشحنة وذرة متعادلة.
ثم يلتقط الأيون الموجب الشحنة إلكترونا ويحدث له انقسام إلى ذرتين X و Y متعادلتين.

## إعادة الاتحاد في أشباه الموصلات
عندما نتحدث عن إعادة الاتحاد في شبه موصل نعني عودة إلكترون مُثار من نطاق التوصيل إلى نطاق التكافؤ في ذرة أو مجموعة ذرات مصحوبا بإنبعاث فوتون (ضوء) أو فونون (اهتزاز بلوري). في تلك الحالة نسمى ذلك «إعادة اتحاد باعثة للضوء» وبالتالي «إعادة اتحاد غير باعثة للضوء».
فمثلا في الثنائي الضوئي تتسبب إعادة الاتحاد لحاملات الشحنة في انبعاث ضوء بصفة أساسية. ولكن في معظم أشباه الموصلات السيليكونية تكون إعادة الاتحاد من دون انبعاث ضوء.
العملية العكسية لإعادة الاتحاد هي عملية «توليد» Generation ، وخلالها يتسبب التأين في انفصال إلكترون عن فجوة إلكترونية (توليد إلكترون-فجوة). وتأتي طاقة التأين عن طريق فوتون أو فونون فيتحرر الإلكترون مخلفا فجوة. وفي حالة التوازن الترموديناميكي يكون معدل إعادة الاتحاد مساويا لمعدل التوليد.
ومن خواص أشباه الموصلات فيكون لها معدل معين لإعادة الاتحاد، أي عدد إعادة الاتحاد في الثانية (في حجم معين):
بالنسبة لمعدل الإلكترونات:
{\displaystyle r_{n}={\frac {n-n_{0}}{\tau _{n}}}}
وبالنسبة لمعدل الثغرات:
{\displaystyle r_{p}={\frac {p-p_{0}}{\tau _{p}}}}.
n و p هما تركيزي الإلكترونات وبالتالي الفجوات {\displaystyle n_{0}} و {\displaystyle p_{0}} في حالة توازن التركيزين، و {\displaystyle \tau _{n}} وبالتالي {\displaystyle \tau _{p}} عمر حاملات الشحنات (الإلكترونات والثغرات). ويزداد معدل إعادة الاتحاد بارتفاع تركيز حاملات الشحنات عن التركيز المتوازن.
وتوجد عدة تأثيرات تلعب دورا هاما في عملية إعادة الاتحاد:
فالفوتونات والفونونات ذات طاقة (E = h·ν) أعلى من «فرق الطاقة» Eg في شبه الموصل يمكنها إعطاء طاقتها إلي إلكترونات التكافؤ، وتنتج بذلك «زوج إلكترون-فجوة» في شبه الموصل. وتذهب حاملات الشحنات (الإلكترونات والفجوات) إلى حافة النطاق، حيث تنخفض طاقتها إلى أقل حد ممكن. هذا التأثير يؤثر في الواقع على كفاءة الخلية الشمسية ويحددها، ولكن يمكن تحسين ذلك باستخدام خلايا شمسية تبادلية.
ويمكن أن تؤدي إعادة اتحاد الإلكترونات بالفجوات إلى انبعاث ضوء أو تكون غير باعثة للضوء. وعندما تكون باعثة للضوء فيسمى هذا التأثير ضيائية. وتسمى تلك العملية «الانتقال المباشر» أو شبه الموصل المباشر (أنظر نموذج النطاقات).
وتوجد ثلاثة أنواع من إعادة الاتحاد: باعثة للضوء، وإعادة اتحاد شوكلي-ريد-هول SRH , وإعادة اتحاد أوجي Auger Recombination.

أنواع إعادة الاتحاد : إعادة الاتحاد مباشرة باعثة للضوء ، و إعادة اتحاد شوكلي-ريد-هول SRH (عبر مرحلة وسطية), و إعادة اتحاد أوجي.

### إعادة اتحاد باعثة للضوء
خلال هذا النوع من إعادة الاتحاد يتحد الإلكترون مع فجوة باعثاً فوتوناً. يحمل الفوتون الناشيء طاقة E = h·ν ، وهي مساوية لفرق الطاقة بين النطاقين الذي انتقل اللإكترون بينهما.
ويُعبر عن «إعادة الاتحاد الباعثة للضوء» بعلاقة بين كثافة حاملات الشحنات و «معامل إعادة اتحاد» Cdir خاص بمادة شبه الموصل. وبافتراض أن كثافة حاملات الشحنة n و p وكثافة التوصيل الذاتي ni ، وتنطبق المعادلة:
{\displaystyle R_{\mathrm {dir} }=C_{\mathrm {dir} }\cdot (np-n_{i}^{2})}

## نموذج نطاقات الطاقة في المادة الصلبة
في المواد الصلبة وفي أشباه الموصلات تتخذ البنية الإلكترونية نظاما طبقيا يتحدد بحسب خواص المادة البلورية. ويوصف توزيع الإلكترونات وطاقتها بمستوى فيرمي ويعتمد على درجة حرارة المادة. عند درجة حرارة مساوية الصفر المطلق تكون لجميع الإلكترونات طاقة أقل من مستوى فيرمي، وعند ارتفاع درجة الحرارة تتخذ توزيع طاقات الإلكترونات توزيع بولتزمان.

بنية نطاقات الإلكترونات في مادة شبه موصل.

يقع مستوى فيرمي لأشباه الموصلات في وسط فجوة النطاق band gap بين «نطاقين مسموحين» للإلكترون، يسميان نطاق التكافؤ ونطاق التوصيل. ويقع نطاق التكافؤ تحت فجوة النطاق ويكون مشغولاً بالكامل بالإلكترونات. في تلك الحالة يكون نطاق التوصيل فوق مستوى فيرمي ويكاد أن يكون خالياً من الإلكترونات (قارن بالشكل المجاور). ونظرا لامتلاء نطاق التكافؤ بالإلكترونات فهي تكون غير متحركة، ولا يمكنها توصيل التيار الكهربائي.
فإذا حصل إلكترون في نطاق التكافؤ على طاقة كافية للوصول إلى نطاق التوصيل، عندئذ يصبح حراً ويمكنه الحركة في نطاق التوصيل. في نفس الوقت فإن هذا الإلكترون سوف يترك ورائه فجوة إلكترونية، تستطيع هي الأخرى التحرك مثلما يتحرك جسيم موجب الشحنة.
هذه العملية تسمى «توليد حاملات شحنات» يكتسب خلالها إلكترون طاقة وينتقل من نطاق التكافؤ إلى نطاق التوصيل ويصبح لدينا حاملين للشحنة: الكترون (سالب) وفجوة (موجبة). عكس تلك العملية تسمى إعادة الاتحاد  وفيها يأتي إلكترون من نطاق التوصيل ويفقد الطاقة الزائدة ويرتبط بالثغرة الموجودة في نطاق التكافؤ.